# Charanjit Singh
Pour les articles homonymes, voir Singh.
Charanjit Singh (en hindi : चरणजीत सिंह), né le 3 février 1931 et mort le 27 janvier 2022, est un joueur indien de hockey sur gazon.

## Biographie
Singh naît dans une famille Rajput dans le village de Mairi, dans la province du Pendjab dans le Raj britannique (dans l'actuel district de Una).
Il est le capitaine de l'équipe d'Inde médaillée d'or aux Jeux olympiques de 1964 à Tokyo. Il est également membre de l'équipe d'Inde médaillée d'argent aux Jeux olympiques de 1960 à Rome et aux Jeux asiatiques de 1962 à Jakarta.
Il reçoit l'Arjuna Award et le Padma Shri pour sa carrière sportive.
Il meurt d'une crise cardiaque à son domicile dans le district de Una le 27 janvier 2022, à l'âge de 90 ans,.